# (2446) Lunacharsky
(2446) Lunacharsky – planetoida z pasa głównego asteroid okrążająca Słońce w ciągu 3 lat i 225 dni w średniej odległości 2,36 au. Została odkryta 14 października 1971 roku w Krymskim Obserwatorium Astrofizycznym w Naucznym na Półwyspie Krymskim przez Ludmiłę Czernych. Nazwa planetoidy pochodzi od Anatolija Łunaczarskiego (1875-1933), radzieckiego filozofa. Przed nadaniem nazwy planetoida nosiła oznaczenie tymczasowe (2446) 1971 TS2.